# Граймс (округ)
О́круг Граймс (англ. Grimes county) — округ штата Техас Соединённых Штатов Америки. На 2000 год в нём проживало 23 552 человек. По оценке бюро переписи населения США в 2008 году население округа составляло 25 895 человек. Окружным центром является город Андерсон.

## История
Округ Граймс был сформирован в 1846 году из части округа Монтгомери. Он был назван в честь Джисса Граймза, исполнителя декларации о независимости Техаса и одного из ранних поселенцев.

### Главные трассы
- Шоссе штата 6
- Шоссе штата 30
- Шоссе штата 90
- Шоссе штата 105

### Соседние округа
- Округ Мадисон (Север)
- Округ Уолкер (Северо-восток)
- Округ Монтгомери (юго-восток)
- Округ Уоллер (юг)
- Округ Вашингтон (юго-восток)
- Округ Бразос (восток)

## Города и поселки

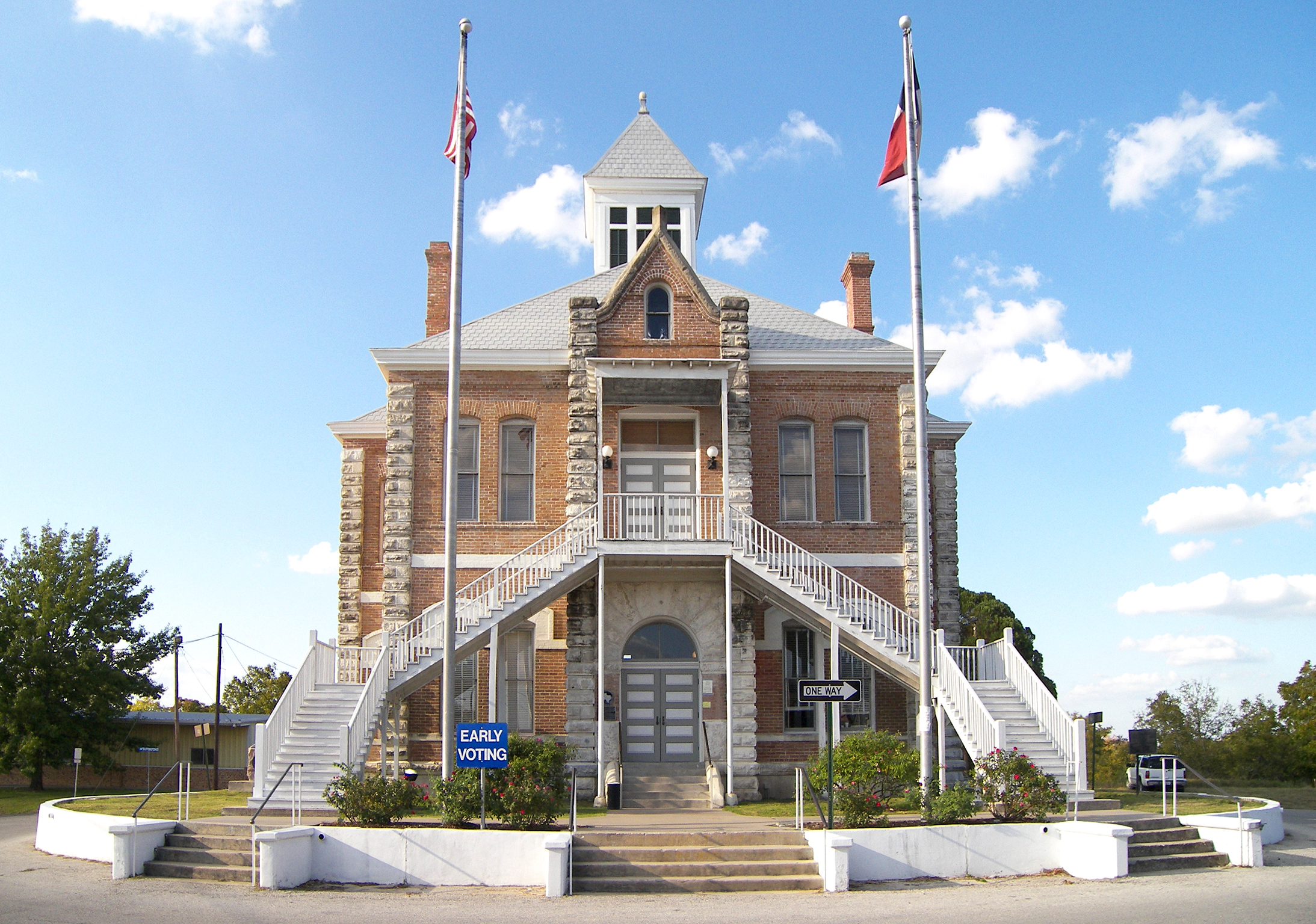
Суд округа Граймс в Андерсоне.

- Андерсон
- Бедиас
- Йола
- Навасота
- Плантерсвилл (немуниципальный)
- Ричард (немуниципальный)
- Ронс-Прери (немуниципальный)
- Широ (немуниципальный)
- Стонхем (немуниципальный)
- Тодд-Мишен